# Albin Ström

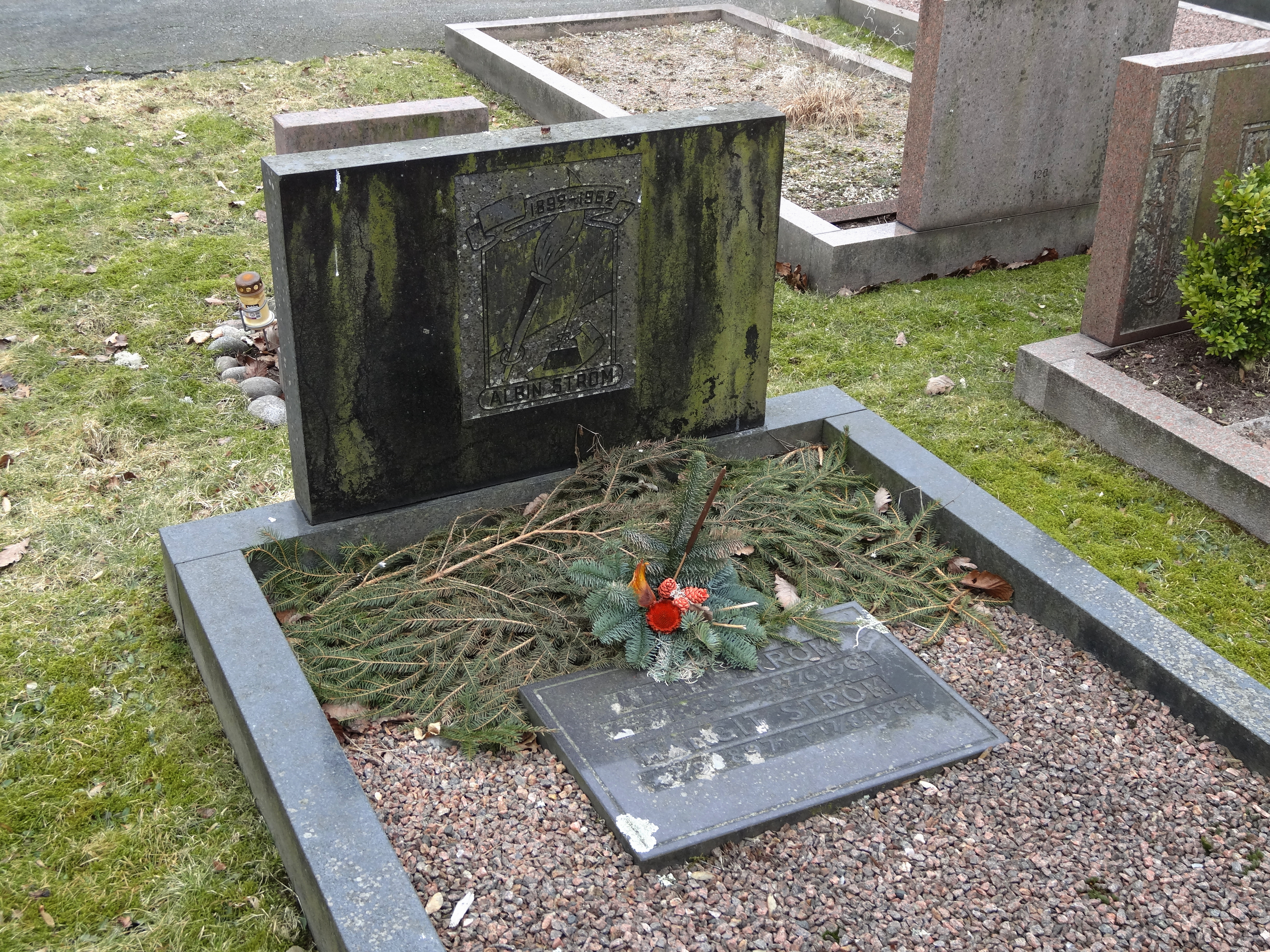
Albin Ströms grav på Lundby nya kyrkogård i Göteborg.

Johan Albin Ström i riksdagen kallad Ström i Göteborg, född 28 november 1892 i Ånimskogs församling, Älvsborgs län, död 22 juni 1962 i Brämaregårdens församling i Göteborg, var en svensk sjöman, byggnadsarbetare, politiker och socialist verksam i Göteborg.

## Biografi
Ström kom som ung till Göteborg för att först inleda en bana som sjöman. Han arbetade även en tid på SKF för att sedan ta olika jobb inom bland annat byggnadssektorn och gruvindustrin. 
Då Albin Ström fått ett större intresse för politik blev han medlem i Socialdemokratiska Ungdomsförbundet och SAP. Vid  partisplittringen 1917 gick han med i Sverges socialdemokratiska vänsterparti. 1923 återvände han dock till socialdemokratin. Ström blev vald till flera förtroendeuppdrag. 1924 blev han vald som ledamot i arbetarekommunens styrelse och 1927–1928 satt han i stadsfullmäktige. Han var också ordförande i Göteborgs fackliga centralförsamling. I riksdagsvalet 1928 blev han invald till andra kammaren i Sveriges riksdag. 

### Strömmarna
Inom socialdemokraterna bildade Ström en falang som blev känd som "Strömmarna" där bland andra Torsten Henrikson ingick. Ström lämnade Socialdemokraterna igen 1934 och tog då med sig större delen av Göteborgs socialdemokrati in i antistalinistiska Socialistiska partiet 1934, som skapats av majoriteten vid splittringen av Sveriges kommunistiska parti i slutet av 20-talet. Då Socialistiska partiet mot slutet av 1930-talet imploderade och de flesta gick till socialdemokraterna bildade en grupp med Ström i spetsen Vänstersocialistiska partiet 1940. En rest av Socialistiska partiet runt Nils Flyg blev nazistvänliga. 
Ström hade främst stöd bland Göteborgs stuveriarbetare de senaste åren. In i det sista talade han på första maj där han berättade om sitt händelserika liv, hur han blev avvisad från olika polisdistrikt på landet sedan han talat illa om Adolf Hitler. Att han gjorde detsamma om Josef Stalin fick aldrig någon efterföljd, vilket han och åskådarna noterade med skratt. 

### Arbetarposten
Ström var även redaktör för den socialistiska tidningen Arbetarposten. Tidningen var en av dem som under andra världskriget utsattes hårdast av inskränkningar i tryckfriheten. Den konfiskerades 24 gånger utan åtal, medan två konfiskationer ledde till åtal och fängelsestraff i två respektive tre månader för den ansvarige utgivaren Ström. Tidningen och partiet fanns kvar till 1960-talet, men hade ett begränsat medlemsantal och avtryck i politiken, och upphörde att existera efter Ströms död 1962.

### Riksdagsman
Ström var riksdagsman i riksdagens andra kammare 1929 till 1936. Partipolitiskt tillhörde han socialdemokraterna 1929–1933 och sedan socialistiska partiet 1934–1936.

### Familj
Albin Ström gifte sig 1918 med Magda Alfrida Kristianson (född 1897 i Örgryte församling, död 1981 i Backa församling), dotter till bryggeriarbetaren Anton Kristianson och Agnes Maria Eriksson. Paret Ström fick två barn: Arne (1918–2005) och Solveig (1920-2023).